# 4-та армія (Третій Рейх)
4-та а́рмія (нім. 4. Armee) — польова армія Вермахту часів Другої світової війни.

## Командування

### Командувачі
- генерал-полковник, з 19 липня 1940 генерал-фельдмаршал Гюнтер фон Клюге (1 серпня 1939 — 19 грудня 1941);
- генерал гірсько-піхотних військ Людвіг Кюблер (нім. Ludwig Kübler) (19 грудня 1941 — 20 січня 1942);
- генерал від інфантерії Готтард Гейнріці (20 січня — 6 червня 1942);
- генерал від інфантерії Ганс фон Зальмут (нім. Hans von Salmuth) (6 червня — 15 липня 1942);
- генерал від інфантерії, з 30 січня 1943 генерал-полковник Готтард Гейнріці (15 липня 1942 — 1 червня 1943);
- генерал-полковник Ганс фон Зальмут (6 червня — 31 липня 1943);
- генерал-полковник Готтард Гейнріці (31 липня 1943 — 4 червня 1944);
- генерал від інфантерії Курт фон Тіппельскірх (нім. Kurt von Tippelskirch) (4 — 30 червня 1944);
- генерал-лейтенант Вінцент Мюллер (нім. Vincenz Müller) (30 червня — 7 липня 1944);
- генерал від інфантерії Курт фон Тіппельскірх (7 — 18 липня 1944);
- генерал від інфантерії Фрідріх Госсбах (нім. Friedrich Hoßbach) (18 липня 1944 — 29 січня 1945);
- генерал від інфантерії Фрідріх-Вільгельм Мюллер (29 січня — 27 квітня 1945).